# 영웅의 여정

영웅의 여정(영어: hero's journey)이란 서사학과 비교신화학에서 사용되는 용어로, 주인공이 모험에 나서서 결정적 위기(클라이맥스)에서 승리를 거둔 뒤 변모한 사람이 되어 고향으로 돌아오는(노스토스) 과정을 말한다.  원질신화(monomyth)라고도 한다.